# Chaetonotus oligohalinus
Chaetonotus oligohalinus är en djurart som tillhör fylumet bukhårsdjur, och som beskrevs av William D. Hummon 1974. Chaetonotus oligohalinus ingår i släktet Chaetonotus och familjen Chaetonotidae. Inga underarter finns listade i Catalogue of Life.